# Juan Vázquez de Mella
Pour les articles homonymes, voir Mella.
Juan Vázquez de Mella y Fanjul, né à Cangas de Onís le 8 juin 1861 et mort à Madrid le 26 février 1928, est un homme politique, écrivain et philosophe traditionaliste espagnol, l’un des principaux idéologues du carlisme durant la Restauration.
Reconnu comme l'un des plus grands orateurs de son temps, il était surnommé el Verbo de la tradición (« le Verbe de la tradition »),.
Il donna son nom à un courant politique, le mellisme, qui visait à former un grand parti rassemblant les forces de l'extrême droite espagnole.

## Biographie

### Famille et jeunesse

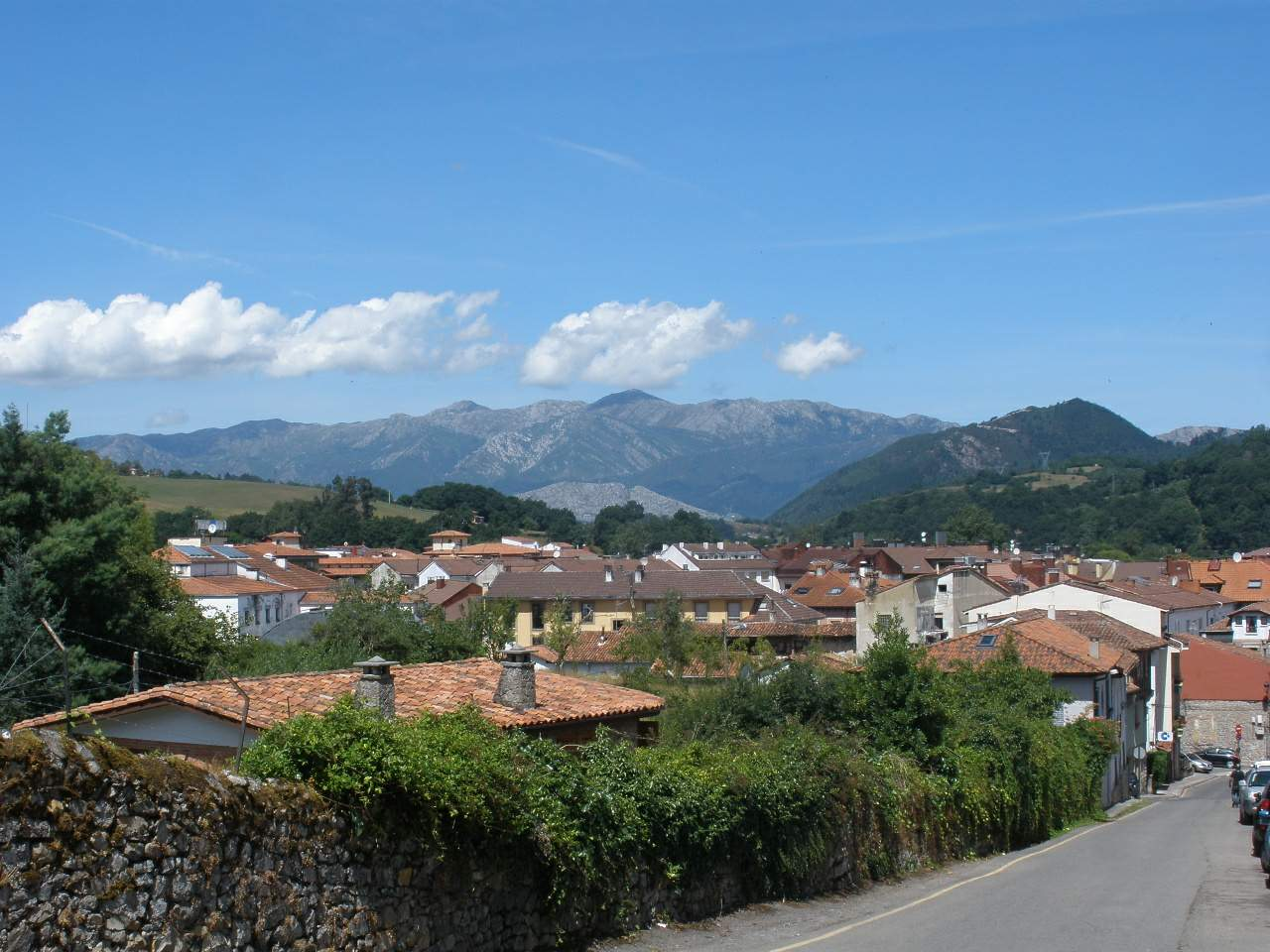
Cangas de Onís.

Juan Antonio María Casto Francisco de Sales Vázquez de Mella y Fanjul, est le descendant d'une famille galicienne ancienne dont le représentant le plus connu est un cardinal de Zamora du XVe siècle. Parmi les ancêtres paternels de Juan figurent plusieurs militaires liés à diverses villes de Galice, comme son grand-père, Andrés Vázquez de Mella, originaire de la paroisse de Filgueira (es) (commune de Crecente, dans la province de Pontevedra) et son père, Juan Antonio Vázquez de Mella y Varela (mort en 1874), né à Boimorto. Ce dernier, ayant atteint le grade de lieutenant-colonel, fut connu pour ses convictions libérales et progressistes : décrit comme exaltado, il apporta son soutien aux pronunciamientos d'Espartero au cours du règne d'Isabelle II et fut en représailles démis du poste d'administrateur des douanes en 1840 puis emprisonné en 1843. Après avoir réintégré son poste à Lugo, en 1848 il fut promu intendant provincial à Oviedo puis affecté la même année à Séville puis à Malaga. Muté à la fin des années 1850 à Covadonga, il quitta l'armée en 1860, après le rejet de sa candidature pour rejoindre les troupes combattant au Maroc. Actif dans le Parti progressiste, il aurait déclaré la République à Cangas en 1873,, ; malgré sa réputation, son fils nia plus tard que son père eût été républicain, ou libéral.
Juan Antonio épousa Teresa Fanjul Blanco (?-1893), originaire d'Amieva (province d'Oviedo) ; son père dirigeait une affaire commerciale de tannage. Le couple s'installa à Cangas et n'eut qu'un seul enfant. Après le décès de son mari, la veuve fut d'abord assistée par son frère, qui hérita des entreprises familiales ; à la suite de différends avec celui-ci, elle déménagea pour vivre avec ses cousins en Galice, où Juan passa son enfance élevé par sa mère, réputée pieuse. Désigné tantôt comme asturien, et tantôt comme galicien,, il semble qu'il s'identifiait davantage à la Galice, car c'est là qu'il se forma véritablement. Selon ses opposants, il serait « né dans l'opulence » ; pour sa part il admit être né « dans les perspectives de l'opulence », qui ne se concrétisèrent pas après la mort de son père ; il semble avoir passé la plus grande partie de sa vie dans des conditions modestes sinon dans la pauvreté, et quoi qu'il en soit il vivait dans l'austérité lorsqu’il mourut,.

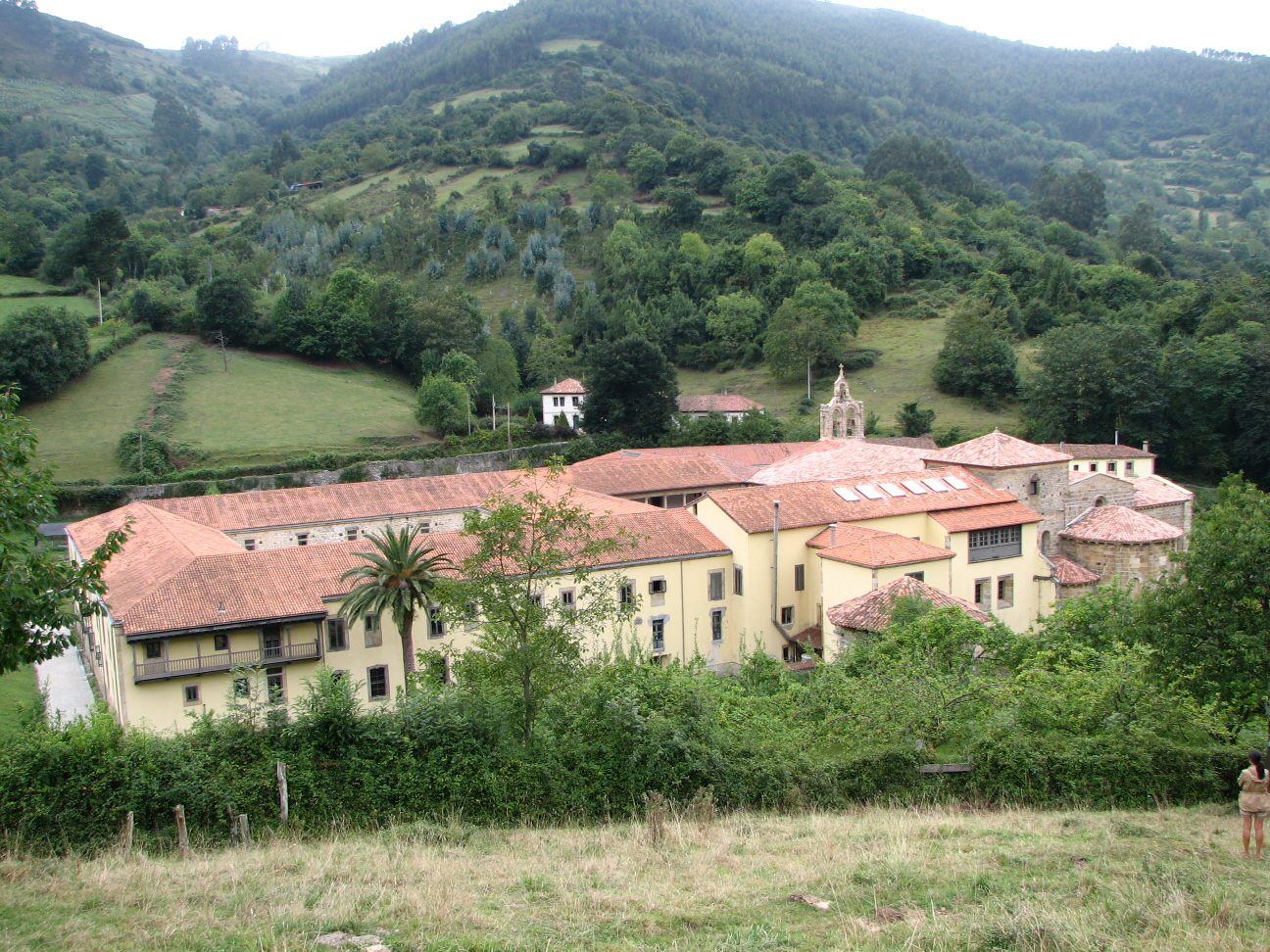
Le séminaire de Valdediós où Mella fit ses études secondaires.

En 1874, le jeune Juan entra au séminaire de Valdediós (es) près de Villaviciosa, où il ne se révéla pas un excellent élève ; avec un penchant pour les lettres, il préférait lire des livres et des périodiques plutôt que jouer avec ses camarades de classe,. Ayant obtenu le baccalauréat en 1877,, il s'inscrivit à l'Université de Saint-Jacques-de-Compostelle ; Malgré sa préférence pour la discipline académique de Philosophie et les Lettres, celle-ci n'étant pas dispensée dans son université il se tourna vers le Droit, qu'il aborda avec beaucoup de réticence. En conséquence, il ne fut pas un étudiant assidu ; inscrit pour suivre ses propres centres d'intérêts, il passa son temps dans les bibliothèques plutôt que dans les amphithéâtres,. La période finale de ses études est mal connue. On ignore quand il fut diplômé et comment il gagnait sa vie au début des années 1880, alors qu'il vivait encore avec sa mère à Saint-Jacques — il déclara n'avoir jamais exercé comme avocat, information reprise par diverses sources — Appréciant la solitude depuis sa petite enfance, il ne se maria pas et n'eut pas d'enfants, bien qu'à un moment fût envisagé son mariage avec la Pamplonaise, María Baleztena Ascárate.

### De chroniqueur provincial à rédacteur en chef à Madrid (avant 1890)

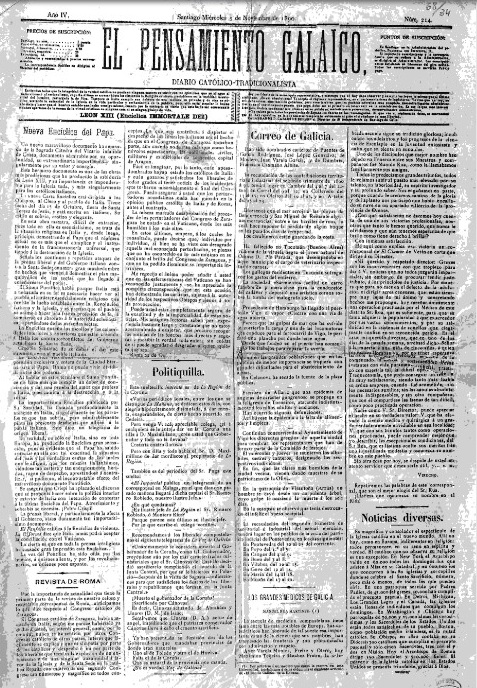
Une d’El Pensamiento Galaico du 5 novembre 1890.

Le père libéral de Juan mourut alors que ce dernier était âgé d'une dizaine d'années ; malgré des antécédents carlistes parmi ses oncles paternels, rien n'indique qu'il héritât de la pensée traditionaliste par une transmission familiale. Les spécialistes soupçonnent plutôt que le jeune Vázquez de Mella s'y ralliât pendant sa période universitaire,. Pendant quelque temps, il servit comme secrétaire du professeur José Fernández Sánchez, une connaissance du célèbre érudit traditionaliste Marcelino Menéndez y Pelayo ; Mella eut accès à leur longue correspondance et fut exposé à la doctrine traditionaliste. Lorsqu'il quitta l'université il était traditionaliste ; contrairement à la plupart des carlistes, il avait acquis ces convictions non par héritage familiale ou par sensibilité personnelle, mais comme résultat de ses spéculations intellectuelles. Au début des années 1880, il fut remarqué en tant qu'orateur à l'athénée, et à l'académie catholique de Saint-Jacques-de-Compostelle.
Probablement vers le milieu des années 1880, Mella commença à coopérer avec certains périodiques conservateurs comme La Restauración, un hebdomadaire madrilène dirigé par Francisco de Paula Quereda, et le quotidien de Saint-Jacques El Pensamiento Galaico (es),. Certains de ses travaux publiés dans ce dernier furent remarqués à Madrid, notamment une série d’articles farouchement hostile à Ramón Nocedal, publiés à la suite de la rupture des intégristes avec le carlisme à la fin des années 1880,. Comme les nocedalistas schismatiques contrôlaient El Siglo Futuro, auparavant organe du parti national officiel du carlisme,, le prétendant « Charles VII » décida de créer un nouveau journal carliste semi-officiel, initiative qui déboucha sur le lancement d’El Correo Español en 1888,, qui chercha désespérément de bons contributeurs. Certains auteurs indiquent que c'est le leader politique carliste, le marquis de Cerralbo, qui aurait invité Mella à contribuer, ; selon d'autres, il s'agit plutôt du directeur du journal, Luis Llauder.

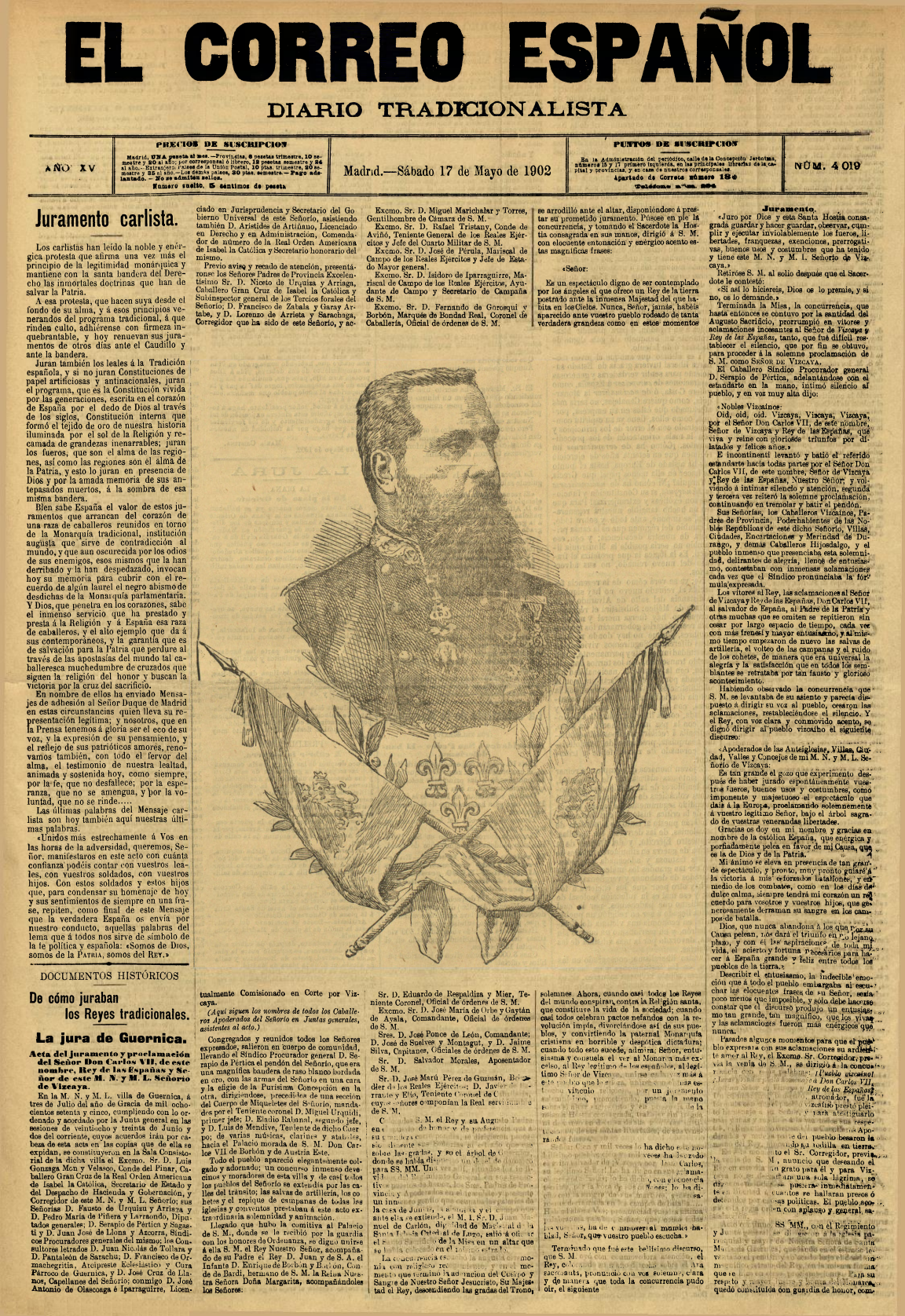
El Correo Español

Au tournant des années 1890, Mella commença à contribuer au Correo en tant que correspondant ; Entre-temps, il était devenu directeur d’El Pensamiento Galaico, poste qu'il occupa jusqu'en 1890. Au début, il publiait sous divers noms de plume ; la plupart de ses essais étaient de nature doctrinale, mettant également l'accent sur la les structures régionales et la société en général. Autour de 1890, Mella fut invité à s'installer à Madrid et à entrer dans le comité de rédaction, offre qu'il accepta. Lorsque El Correo atteignit une certaine stabilité financière, Llauder décida de rentrer à Barcelone ; son poste de directeur fut assumé par l'ancien rédacteur en chef, Leandro Herrero. En 1890 ou 1891, Mella hérita lui-même du poste de rédacteur en chef, formellement subordonné à Herrero, mais chargé de suivre les lignes posées par Cerralbo en matière politique. Cerralbo était visiblement impressionné par Mella et tendait à accepter son autorité en tant que théoricien.

### Une figure politique émergente (1890-1900)

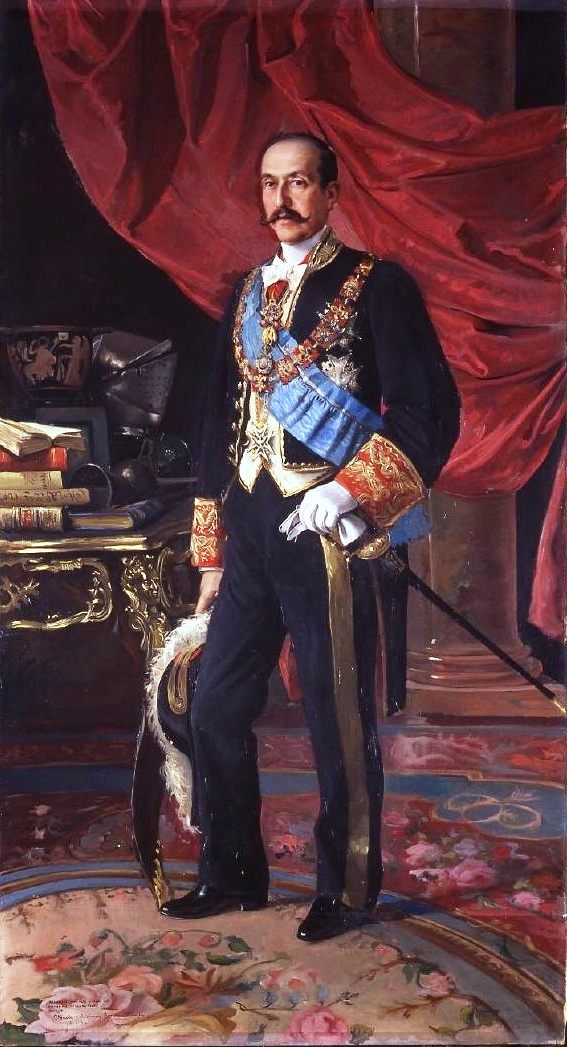
Le marquis de Cerralbo.

Au poste de rédacteur en chef, Mella suscita la controverse. On rapporte qu'il accomplissait ses obligations de façon approximative, travaillant peu, s'absentant régulièrement de son bureau pendant 2 à 3 jours et toujours occupé de ses propres centres d'intérêts. Alarmé par Herrero, au début des années 1890, Melgar, secrétaire du prétendant, demanda à plusieurs reprises depuis Venise que Cerralbo mît au pas son protégé, appels qui eurent peu d'effet. Mella continua à publier des articles ambitieux et grande qualité, mais sa gestion échut principalement à Herrero et au directeur administratif, Puiggrós. Cette situation se prolongea jusqu'à la fin des années 1890, Mella lui-même se montrant de plus en plus désintéressé du travail éditorial.
Mella devait sa position non seulement à sa plume, mais aussi à sa coopération avec Cerralbo. Au début des années 1890, le marquis lança un projet novateur consistant à parcourir l'Espagne et à mobiliser des soutiens dans des rassemblements publics et des réunions ; Mella l'accompagnait, rendant compte des voyages et discours de Cerralbo dans des livrets. Parfois, il prenait la parole lui-même, ses compétences oratoires attirant de plus en plus l'attention. Lors des élections aux Cortes de 1891, il se présenta sur la liste carliste de Valls (Tarragone), où il était sans attache — aucun candidat carliste n'était présenté en Galice ou dans les Asturies —, et ne fut pas élu,. Lors du scrutin suivant deux ans plus tard, il se présenta à Estella (Navarre), une autre circonscription avec laquelle il n'avait aucune relation personnelle. Après une campagne extrêmement conflictuelle contre le candidat gouvernemental, Mella gagna cette fois, marquant le début d'une série presque ininterrompue de victoires carlistes à Estella jusqu'à la fin de la Restauration.
Membre de la petite minorité carliste aux Cortes,,, Mella exerça peu d'influence sur le travail législatif. Cependant, il attira rapidement l'attention en tant qu'individu, s'attaquant aux politiciens les plus respectés et prononçant des discours exaltants produisant un effet hypnotique,,. De plus en plus respecté, notamment des conservateurs, au milieu des années 1890 on lui proposa le poste de ministre de l'Éducation, qu'il refusa. Réélu à Estella en 1896 et 1898, il était déjà une personnalité phare du carlisme et au Parlement ; ses discours lors des réunions publiques furent reçus avec frénésie. Il enthousiasmait le prétendant carliste ; en 1897, Mella fut invité à lui rendre visite à Venise, lors de son importante contribution au document programmatique connu comme l'Acte de Loredan,.

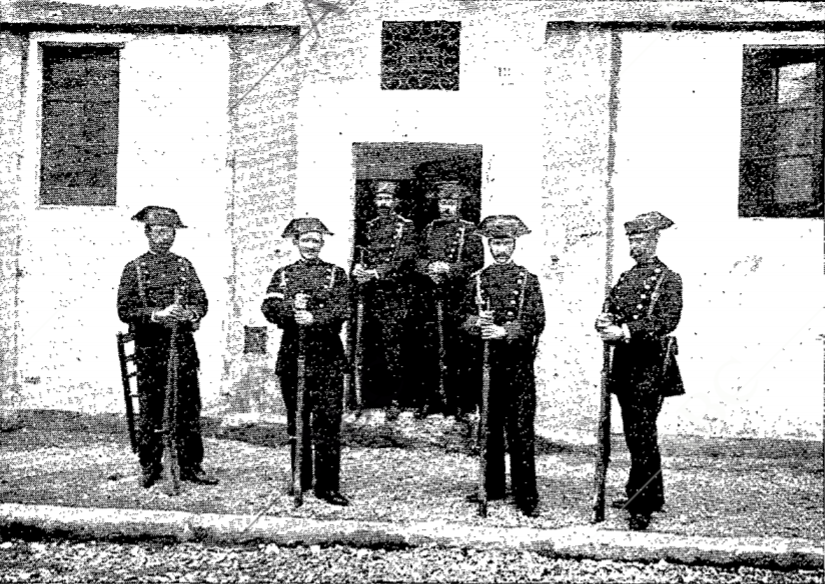
L’Octubrada.

Suivant les ordres du prétendant, Mella démissionna du parlement en 1898 et ne participa pas aux élections de 1899. À cette époque, les carlistes préparaient un coup d'État censé renverser le régime de la Restauration ; Mella contribua à la propagande, rédigeant des notes de presse et prononçant des discours publics allusifs. Après une autre visite à Venise en 1899, il intégra dans une junte carliste chargée des préparatifs de l'insurrection. Alors que le prétendant commençait à douter, en 1900 Mella sembla se ranger du côté de ceux qui étaient déterminés à se soulever même si aucun ordre n'était donné,, bien qu'il n'y ait aucune preuve qu'il ait réellement incité au soulèvement, qui se résuma à une série de soulèvements mineurs en Catalogne en octobre 1900, connus sous le nom d’Octubrada. Le domicile de Mella à Madrid fut perquisitionné par la police. Le prétendant se montra furieux et contrarié ; soupçonnant l'ensemble de la direction du parti de trahison, il renvoya Cerralbo et d'autres — faisant allusion à des « traîtres » —,, et ordonna le départ de Mella de l'équipe d’El Correo Español,,.

### Disgrâce et jeux d'influences (1900-1912)
Mella décida de se conformer à l'ordre de son roi. Craignant peut-être de nouvelles représailles gouvernementales, à la toute fin des années 1900 il quitta l'Espagne et se rendit au Portugal en passant par la France pour s'installer à Lisbonne. Il y passa environ trois ans tout en se rendant de temps à autre en Espagne et contribuant à divers périodiques espagnols. N'étant pas réconcilié avec le prétendant,, en 1901 il fut même soupçonné de participation à un complot avec Cerralbo et Solferino, qui prévoyait l'abdication forcée de Charles en faveur de son fils, Jacques (don Jaime). En 1903, il obtint la grâce royale et fut autorisé à renouveler sa candidature aux Cortes. Après le décès d'un député carliste d'Aoiz, Miguel Irigaray (en), Mella occupa son siège en 1904. Lors de la campagne électorale de 1905, il se présenta et gagna à Pampelune, circonscription qu'il représenterait sans discontinuer au cours des 13 années suivantes, bien que se présentant sporadiquement également dans ses Asturies natales.
La position de Mella au sein du carlisme demeurait précaire. En tant que personnalité reconnue au niveau national — en 1906 il fut invité à l'Académie royale de la langue —, il était un atout que le parti ne pouvait se permettre d'ignorer, même si le prétendant restait méfiant à son égard et que le nouveau chef du parti, Matías Barrio y Mier, était déterminé à imposer une loyauté sans réserve. Mella développa une aversion particulière à son égard, allant jusqu'à l'insulter en privé. Outre leur inimitié personnelle respective, les deux hommes s'affrontèrent en termes de stratégie politique, puisque Mella fut le premier à développer ce qui devint plus tard la marque de fabrique du mellisme : un penchant pour la recherche de coalitions maximalistes d’extrême droite. Après la mort de Barrio au début de 1909, Mella fit campagne pour que Cerralbo soit rétabli à la tête du mouvement et fut furieux de voir Bartolomé Feliú nommé à la place ; certains considéraient aussi Mella comme un candidat possible.
Après la mort du prétendant Charles en 1909, son fils, en tant que nouveau roi carliste, reçut des pressions pour renvoyer Feliú ; il opta pour un compromis, en le confirmant à son poste mais en nommant Mella comme son propre secrétaire personnel,. Il fut appelé à Frohsdorf pour préparer un nouveau document similaire à l'Acte de Loredan, mais les relations avec Feliú furent difficiles, chacun nourrissant sa méfiance envers l'autre. Après un voyage commun à Rome en mai 1910, Mella fut remplacé par Artero Samaniego. La déception mutuelle dominait sa relation avec don Javier. Au cours des deux années suivantes, le groupe des partisans de Mella, déjà surnommés mellistas, fit campagne contre le chef délégué en promouvant ouvertement en 1910 des coalitions ultra-conservatrices hors de la revendication dynastique carliste, contre la ligne dictée par Feliú, qui en faisait une exigence incontournable. Qualifiant constamment Feliú de leader incompétent, Mella décida en 1912 de lancer une attaque à grande échelle ; il accusa le chef délégué d'exercer sa direction illégalement,, et exigea son renvoi, menaçant en privé le prétendant de le rejeter en tant que roi car il manquait de « légitimité d'exécution »,. Don Jaime céda et, à la fin de 1912, il nomma de nouveau Cerralbo président de la Junta Superior (Comité supérieur),.

### Aux commandes (1912-1918)

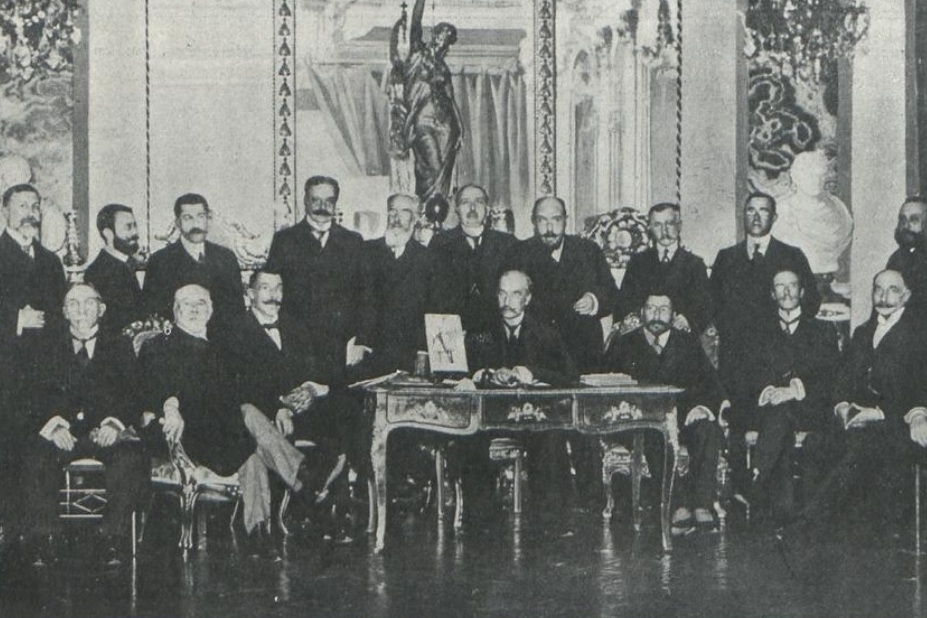
Mella parmi les dirigeants du carlisme en 1913.

Cerralbo vieillissant, las des conflits et de plus en plus désorienté politiquement, Mella prit le relai du commandement du parti en coulisse. Le contingent parlementaire carliste était dominé par sa personnalité : parmi les 30 membres de la direction du parti, la Junta Superior, environ un tiers penchaient pour le mellisme. Alors que Cerralbo réorganisait l'exécutif national en 10 sections, Mella monopolisait celles de la propagande et de la presse tandis que ses partisans dominaient les sections électorales et administratives. Seul El Correo Español resta un champ de bataille avec les partisans de don Jaime, mais les mellistes y avaient une influence grandissante. Mella envisageait déjà une refonte générale du parti, n’attendant que la disparition des vieux dirigeants qui imposaient une approche qu'il jugeait obsolète. À ce stade, Mella espérait probablement que don Jaime pourrait être réduit à un rôle de figurant, qu'il pourrait utiliser conformément à ses vues.
Le déclenchement de la Grande Guerre fit le jeu de Mella : don Jaime demeura difficilement joignable lors de son assignation à résidence en Autriche. Les mellistes prirent le contrôle presque total de la stratégie électorale ; les campagnes carlistes pour les élections aux Cortes de 1914, 1916 et 1918 furent visiblement marquées du sceau de Mella. La politique du parti visait une alliance — indépendante des revendications dynastiques — de l’ensemble des forces d'extrême droite, afin de former un nouveau parti aux prétensions maximalistes. L'objectif était à terme de constituer une nouvelle incarnation du traditionalisme, susceptible de renverser la démocratie libérale et d'assurer le passage vers un système traditionaliste et corporatif. Cette stratégie déboucha sur une coopération avec plusieurs branches du Parti conservateur, les dénommés mauristas, et ciervistas, avec les intégristes et d'autres petits groupes. Néanmoins elle montra également ses limites, les alliances n'ayant guère survécu aux campagnes électorales et n'ayant pas permis d'améliorer la position carliste au Parlement. De plus, dans les régions à forte identité locale, les militants du parti se plaignaient que le fuerismo — le mouvement des revendications forales — pourrait souffrir d’une hypothétique alliance de l'extrême-droite.
Après le déclenchement de la Grande Guerre les sympathies germanophiles de Mella, très partagées par la base du parti, évoluèrent au point de devenir une campagne à part entière. Il écrivit une multitude d'opuscules et donna de nombreuses conférences nourries par sa francophobie personnelle et son sentiment anti-britannique carliste traditionnel,. Formellement, ils soutenaient la neutralité espagnole, mais ils étaient en réalité  favorables aux empires centraux. La position du prétendant demeura ambiguë et ce sont plutôt certains carlistes de son entourage, notamment Melgar, qui s'opposèrent ouvertement à Mella dans leur campagne favorable à l'Entente.
Il existe des opinions très divergentes concernant la place à attribuer à la question des alliances de la Première Guerre mondiale dans la conception générale de Mella. Selon Ferrer Muñoz, la question était centrale et le mellisme peut se résumer à une position pro-allemande. Plusieurs auteurs suggèrent que sa position découlait de prémisses idéologiques, citant des passages où il faisait l’éloge du régime anti-libéral allemand et fustigeant les systèmes « maçonniques », démocratiques et parlementaires britanniques et français. Andrés Martín décrit la germanophilie du mellisme comme une version du régénérationnisme appliqué à la politique internationale. Plusieurs commentateurs suggèrent que pour les mellistes une victoire des puissances centrales était censée faciliter la prise de contrôle de la scène politique espagnole par l’extrême droite,. Pour sa part l'historien britannique Martin Blinkhorn affirme : « la scission melliste tient plus de problèmes personnels que de différences doctrinales »,.

### Rupture (1919)

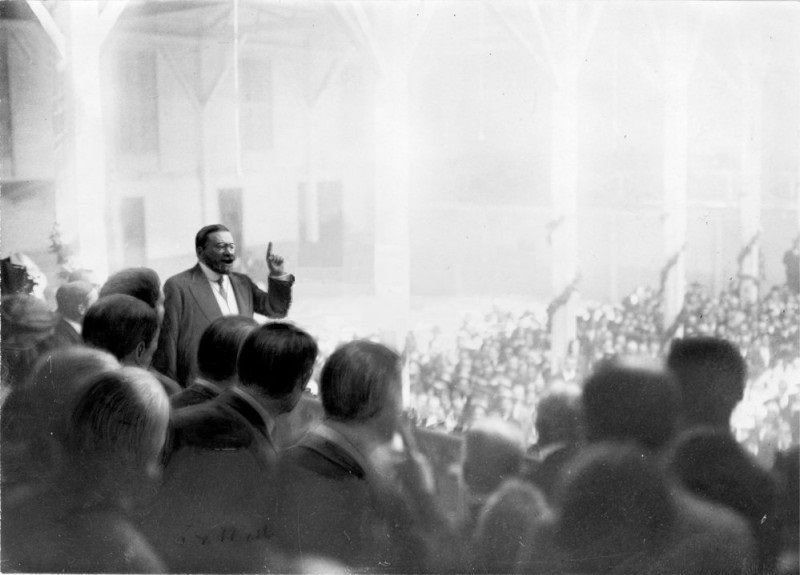
Discours de Mella dans les années 1910.

En 1918, Mella perdait du terrain : les alliances électorales se montraient peu fructueuses, le cours de la Grande Guerre rendait vaine l'attitude germanophile et mettait en difficulté de ses partisans, certaines directions provinciales continuaient d'exprimer leur désaccord et Cerralbo, de plus en plus fatigué de sa propre double-loyauté, réussit finalement à faire accepter sa démission ; il fut remplacé temporairement par un autre melliste, Cesáreo Sanz Escartín (en). De plus, lors des élections de 1918 où sa candidature pour Pampelune était de nouveau attendue,, mais Mella se retira finalement, pour des motifs mal établis. Au début de 1919, le prétendant fut libéré de son assignation à résidence en Autriche, arriva à Paris et, après 2 ans de silence presque total, fit sa réapparition muni de deux manifestes,,. Publiés début février dans El Correo Español dans des circonstances assez floues, ils dénoncaient explicitement la désobéissance de dirigeants carlistes non nommés, leur reprochant de ne pas avoir réussi à maintenir une position de « neutralité absolue » pendant la guerre, et indiquaient que les structures de commandement du parti seraient réorganisées,.
Mella et ses partisans conclurent que la stratégie jusque-là mise en œuvre dans la lutte pour la domination au sein du parti — acculer le prétendant en privé pour obtenir son assentiment — ne fonctionnerait plus et qu’un affrontement total était imminent au sein du carlisme,,,. Mella lança une contre-offensive médiatique, rendant publiques des accusations diffusées confidentiellement en 1912 qui présentaient don Jaime comme un dirigeant qui avait perdu sa légitimité : pendant des années il était resté passif et inactif, avait défendu une défendu une politique hypocrite, se réfugiant derrière une déclaration de neutralité en façade mais soutenant en fait l'Entente, s'éloignant de l'orthodoxie catholique, ignorant les corps collégiaux carlistes traditionnels et s'engageant dans une voie de césarisme ; il l'accusait d'avoir utilisé le parti comme un jouet et — en claire référence à son absence de descendance — se comportait de façon irresponsable ; dans l’ensemble, ses dernières mouvements n’étaient rien d’autre qu’un « jaimada », un coup d’État à l’intérieur et contre le traditionalisme,. Aucune des parties en conflit n’évoqua la question de la stratégie politique comme point de discorde.

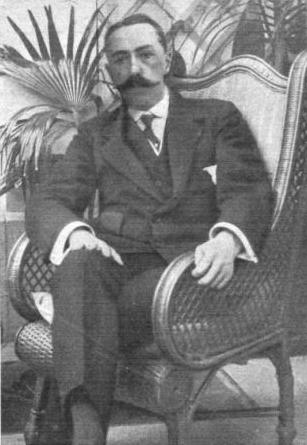
Le prétendant « Jacques III ».

Initialement, les forces des deux camps semblaient comparables mais don Jaime fit rapidement pencher la balance en sa faveur. Ses hommes reprirent le contrôle d’El Correo Español et il remplaça San Escartín par d'anciens politiciens germanophiles qui semblaient de sensibilités melliste mais devinrent loyaux à la maison royale, d'abord Pascual Comín puis Luis Hernando de Larramendi (es),. Lorsque la presse alphonsiste et libérale salua ce qu'elle perçut comme la disparition du carlisme en proie à des conflits internes, de nombreux membres du parti, qui avaient auparavant manifesté un malaise à l'égard de don Jaime, commencèrent à se montrer hésitants. Vázquez de Mella, conscient de sa position de force parmi les députés et les chefs locaux, riposta en appelant à organiser une grande assemblée, espérant que les poids lourds du parti l'aideraient à reprendre le contrôle. Certains chercheurs affirment qu’à ce moment-là, il avait déjà reconnu que la lutte pour contrôler les structures jaïmistes était inutile et interprètent son appel comme une décision de se retirer et de fonder un nouveau parti. La confrontation n'avait pas duré plus de deux semaines. Fin février 1919, Mella opta ouvertement pour sa propre organisation, fondant le Centro de Acción Tradicionalista (« Centre d'action traditionaliste ») à son siège temporaire à Madrid.

### Échec politique et retrait (après 1919)

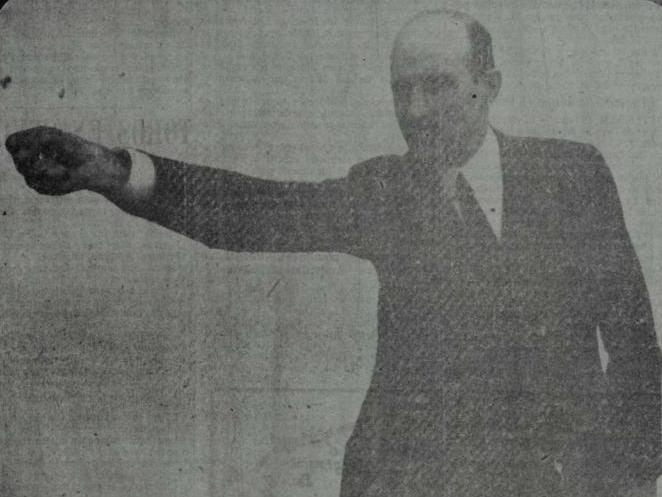
Víctor Pradera pendant un discours.

Mella avait perdu la bataille pour prendre le contrôle du carlisme mais, devenu un dissident il fut suivi par la plupart de ses dirigeants locaux, députés et autres figures importantes. De la base du mouvement en revanche les mellistes obtinrent peu de soutien, le groupe paraissant comme une armée de généraux avec relativement peu de soldats. Avant les élections de 1919, Mella créa le Centre catholique traditionaliste, destiné à servir de tremplin vers une alliance d'extrême-droite ; la campagne ne récolta que 4 mandats, Mella lui-même ne réussissant pas à remporter un siège,,. Il refusa un poste ministériel dans un nouveau gouvernement d'unité nationale, affirmant qu'il ne s'alignerait jamais sur la Constitution de 1876 et son système. Il maintint malgré tout la même ligne d'une recherche d'union des forces d'extrême droite, « Et plus elles seront extrêmes, mieux ce sera », déclara-t-il. Les élections de décembre 1920 se révélèrent encore pires, les mellistes n'obtenant que deux sièges au Parlement. Mella, ayant à nouveau perdu, lança rapidement sa candidature au Tribunal suprême, mais n'obtint pas un soutien suffisant des partis conservateurs et subit une défaite retentissante.
En 1921, il apparaissait clairement que Mella était en difficulté pour organiser son propre parti. Son aversion pour l'effort et l'engagement systématiques — qu'il avait déjà montrée pendant ses études universitaires, dans sa gestion d'El Correo, son incapacité de produire un ouvrage écrit majeur, son discours d'entrée jamais terminé à l'Académie et son mode de vie solitaire — se confirma. Il se retirait dans de longues périodes d'inactivité, méditait sur son rôle de commentateur érudit influent, fournissant des conseils en retrait de la vie politique, cependant qu'un nombre croissant de ses partisans faisaient défection et rejoignaient d’autres formations de droite. Lorsqu'une grande assemblée melliste se rassembla en octobre 1922 à Saragosse, ce furent les partisans de Víctor Pradera qui, plutôt qu'une coalition maximaliste d'extrême-droite, préconisaient une large alliance conservatrice avec des prétensions réduites, en prirent le contrôle. Anticipant sa défaite, Mella n'y assista pas et se contenta d'y envoyer une lettre. Réaffirmant une fois de plus sa position radicalement opposée au système libéral, il confirma que l'instauration de la monarchie traditionnelle (en) constituait un objectif ultime, se déclara engagé à y œuvrer en tant que théoricien et idéologue, mais plus en tant que politicien,.

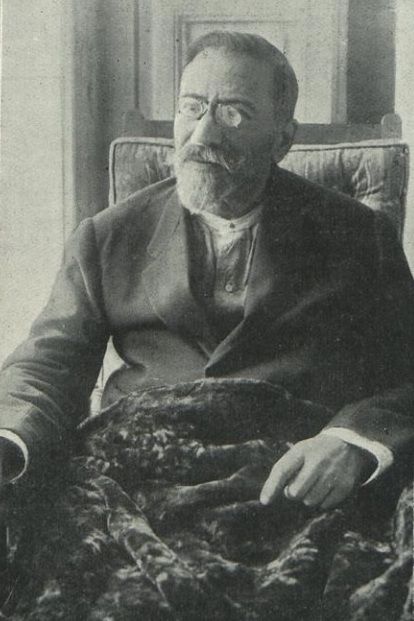
Mella au milieu des années 1920.

Vázquez de Mella ne prit pas part aux travaux du Parti catholique traditionaliste nouvellement créé, d'autant qu'en 1923, le coup d'État de Primo de Rivera paralysa la vie politique nationale en interdisant tous les partis politiques. Au début, il aurait pu être enclin à soutenir la dictature, car la presse faisait état de son travail pour servir à la mise en place d'une nouvelle formation politique et en 1924, il fut reçu par le général Primo de Rivera lui-même,. Quoi qu'il en soit, au début de 1925, il avait déjà peu de doutes sur la dictature et la considérait comme une version très modeste du grand remaniement politique dont le pays avait besoin ; en janvier 1925, il la railla en la qualifiant de « coup de balai », bien qu'admettant également que le directoire mettait en œuvre certaines idées traditionalistes,. Sa dernière apparition publique eut lieu au début de 1924 ; diabétique, il souffrit d'autres problèmes de santé et, à l'été 1924, fut amputé d'une jambe,. Demeurant une personnalité publique, jusqu'au début de 1925, la presse rendit systématiquement compte de son état de santé. Il mourut peu de temps après avoir terminé une étude philosophique sur l'Eucharistie.

## Pensée

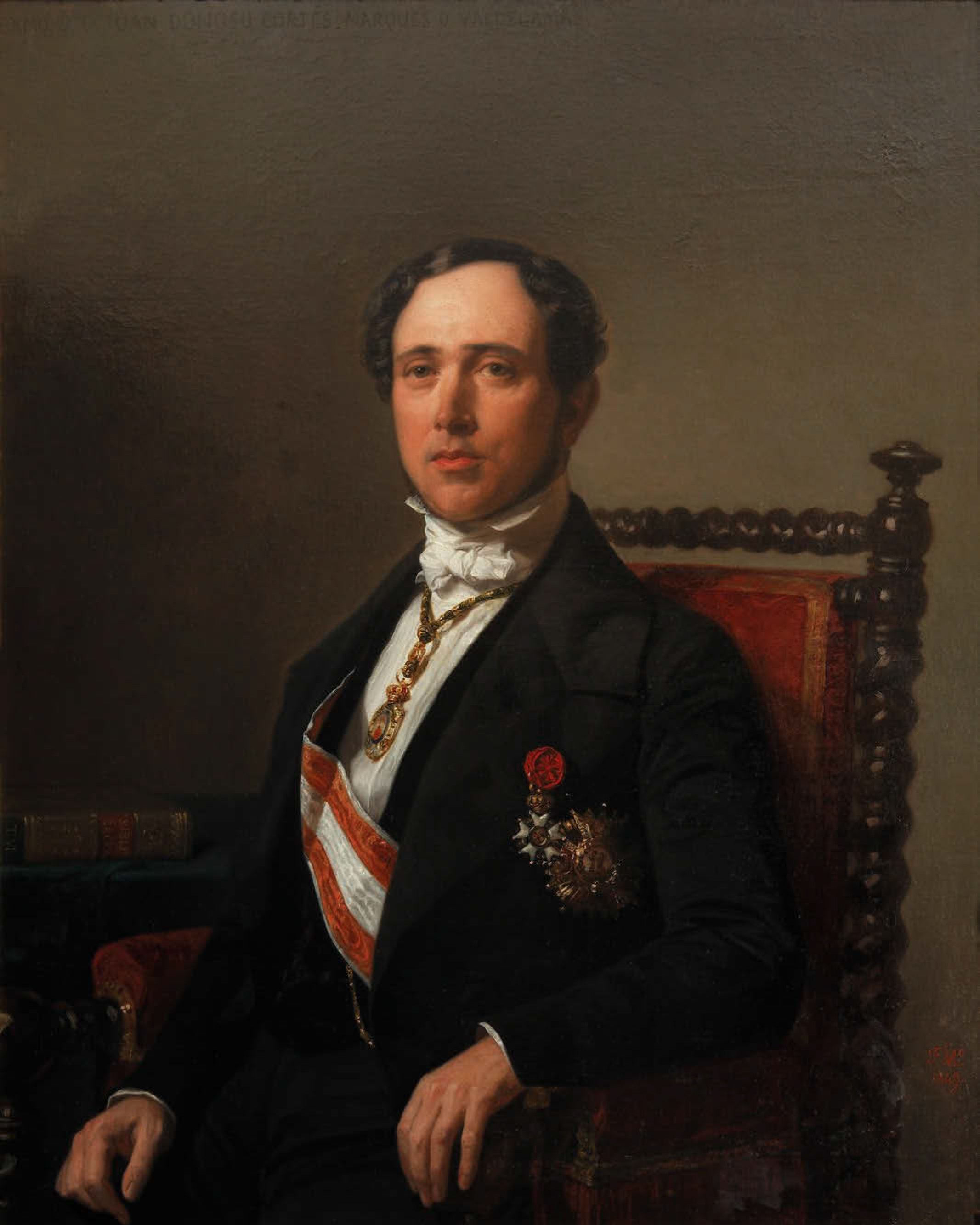
Juan Donoso Cortés.

Pour l'intellectuel traditionaliste Miguel Ayuso, « Mella constitue un point lumineux entre le carlisme de la première heure, qui percevait de manière directe et vécue le milieu traditionnel, et le traditionalisme excessivement théorique et déraciné des faits qui est le seul qui nous ait été donné à connaître depuis lors »
Les écrits de Mella sont généralement classés dans la  théorie politique, mais ils combinent des éléments issus de la théologie et de la philosophie, ainsi que des références historiques,. On considère que sa pensée est principalement redevable envers Balmes et Donoso Cortés,, mais aussi à Aparisi Guijarro et d'autres néo-catholiques, Francisco Suárez et Léon XIII,. Pedro Carlos González Cuevas affirme que Mella fut grandement influencé par Enrique Gil Robles. Il n'était pas familier des œuvres des grands penseurs traditionalistes étrangers. En termes de profil doctrinal, Mella est presque unanimement considéré comme un traditionaliste et sa conception souvent présentée comme l’une des incarnations les plus classiques – voire la plus classique – de sa doctrine.
Il prône un État peu organisé et plutôt replié sur lui-même, envisagé comme une superstructure légère chapeautant différents types de communautés fonctionnelles, géographiques ou professionnelles largement autonomes et se chevauchant partiellement. La souveraineté politique appartient à un monarque doté de pouvoirs forts mais très limités ; cette entité est unie par une orthodoxie commune, définie par la foi catholique et la tradition espagnole. La nature exacte de ces composants a été élaborée jusque dans les moindres détails.

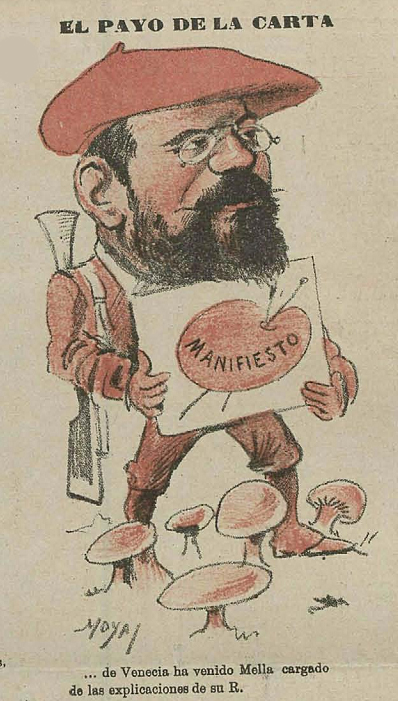
Caricature de Mella préparant l’Acte de Loredan.

Les éléments clés de la théorie politique de Mella sont la société, la religion, la famille, le régionalisme, la tradition et la monarchie(Llergo Bay 2016),,,,. Le cœur même du concept de Mella, considéré comme sa contribution la plus originale à la pensée traditionaliste, était son idée de société. Bien que de nombreux penseurs traditionalistes avant lui aient consacré une attention considérable à cette question et souligné qu’il ne s’agissait pas d’un corps contractuel mais du résultat d’un développement naturel,, la plupart des chercheurs s’accordent à dire que c’est Mella qui a introduit la théorie de la souveraineté sociale. Différente de la souveraineté politique exercée exclusivement par le monarque, elle attribue aux communautés le droit de se gouverner elles-mêmes sans interférence d'agents extérieurs, qu'il s'agisse du roi ou d'autres communautés ; la souveraineté sociale est incarnée dans les Cortes,,. D'autres commentateurs soutiennent que le concept a été inventé par d'autres, mais que Mella l'a élevé à la forme qu'il a appelée sociedalismo, qui représente la supériorité d'une telle société sur l'État,. Les travaux théoriques de Mella et de Gil Robles conduisirent à une transformation majeure de la doctrine traditionaliste ; auparavant centrée sur la monarchie, elle se centra dès lors et jusqu'à la fin du XXe siècle sur la société.
Certains chercheurs mettent l'accent sur le régionalisme de Mella,,, l'État devant être organisé sur une base fédérative,,, et les régions étant des organismes intermédiaires, émanations locales d'une nation. D’autres, en revanche se focalisent sur l'importance de la nation,.
Pour Mella la nation trouve sa source dans la tradition ; ni la nation ni l'État ne possédent leur propre souveraineté,. D'autres concepts fondamentaux mis en avant sont la famille — l'élément clé du tissu social —,, l'unité catholique — la pierre angulaire de la nation espagnole — la tradition — un concept général —, le travail et la monarchie, définie comme traditionnelle, héréditaire, fédérative et représentative,,,. Bien que carliste pendant la majeure partie de sa vie, Mella n'a jamais mis l'accent sur l'aspect légitimiste du carlisme ; il épousa la doctrine de la double légitimité, mais en tant qu'individu ayant embrassé le carlisme par spéculation intellectuelle et non par héritage, il n'était pas soumis au zèle dynastique et de la glorification du violent passé passé du mouvement et n'eut aucun problème à abandonner totalement la revendication légitimiste par la suite,,.

## Orateur et écrivain

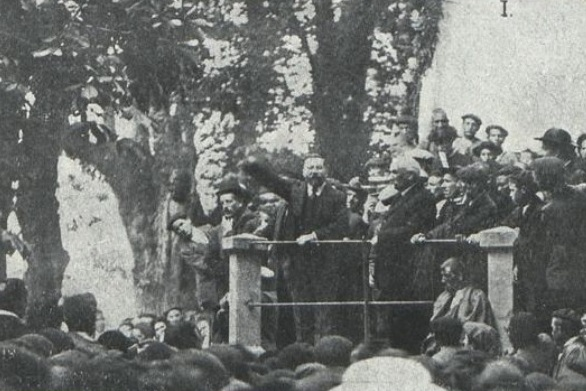
Mella pendant un discours en 1912

Ses contemporains furent impressionnés par les talents oratoires de Mella plutôt que par ses écrits, sa pensée ou son style de leadership,. On rapporte souvent qu'en écoutant Mella, alors qu'il était encore inconnu aux Cortes, Antonio Cánovas del Castillo avait marmonné avec étonnement : « Qui est ce monstre ? ». Mella exerçait un effet hypnotique sur d'immenses rassemblements publics comme sur des publics plus limités ; il n'est pas rare de trouver des témoignages d'auditeurs amenés par ses discours aux confins de la frénésie et de l'hystérie. Mella n'avait pourtant pas une posture impressionnante : de taille moyenne, ayant tendance à l'embonpoint et manquant d'une voix envoûtante, il semblait se métamorphoser lorsqu'il prenait la parole. On rapporte que chacun de ses discours était un grand spectacle : le langage corporel des mouvements et des yeux, des mouvements de la tête, des gestes et des pas combinés avec une grande maîtrise de la communication verbale— il était surnommé le « Verbe de la Tradition » ; la presse de l'époque le qualifie aussi de « magicien de la parole » — lui conférait « une majesté de lion ». Il fut considéré comme l'un des plus grands orateurs du parlementarisme espagnol. De nombreuses harangues de Mella furent imprimées sous forme de livrets. On ignore s'il improvisait en général ou s'il venait plutôt avec au moins une esquisse du texte préparé à l'avance ; comme un grand nombre de ses discours ont été reconstituées sur la base de ses papiers privés, il semble que ce soit le cas. La plupart des discours publiés comptent entre 500 et 800 mots, ce qui correspondrait à un discours de moins de 10 minutes. Certains comptent jusqu'à 1 600 mots et requièrent l'attention de l'auditeur pendant un peu moins d'une demi-heure.[réf. nécessaire] Jordi Canal le rapproche d'Hitler et de Mussolini, et affirme que Mella représentait un nouveau type d'orateur public charismatique par rapport aux dirigeants de l'ancien style du XIXe siècle.

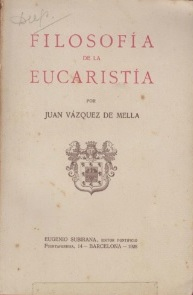
Filosofóa de la Eucaristía.

Au cours de sa vie, Mella publia principalement de courts articles dans divers périodiques ; outre les contributions signées par des noms de plume, surtout dans les années 1880, il s'agissait principalement d'éditoriaux et d'essais pour El Correo Español et El Pensamiento Español. Une autre catégorie sont les livrets contenant ses discours. À la toute fin de sa vie, les harangues prononcées au Parlement furent publiées en 2 volumes, intitulés Discursos Parlamentarios. Enfin, peu de temps avant sa mort, Mella réussit à achever et publier Filosofía de la Eucaristía (« Philosophie de l'Eucharistie »), le seul livre important publié de son vivant et également en partie une compilation d'écrits antérieurs,. Un très grand nombre de textes — contributions à la presse, brochures, discours et textes privés — furent publiés à titre posthume dans la série intitulée Obras Completas (« Œuvres complètes ») en 31 volumes dans les années 1930. Ils rassemblent essentiellement des textes de petite taille, dont beaucoup sont circonstanciels. En l'absence d'un traité approfondi, étendu et systématique, un certain nombre d'éditeurs ont tenté une sorte de synthèse en sélectionnant les articles qu'ils jugeaient les plus représentatifs et en les combinant dans des sections thématiques.

## Réception et héritage

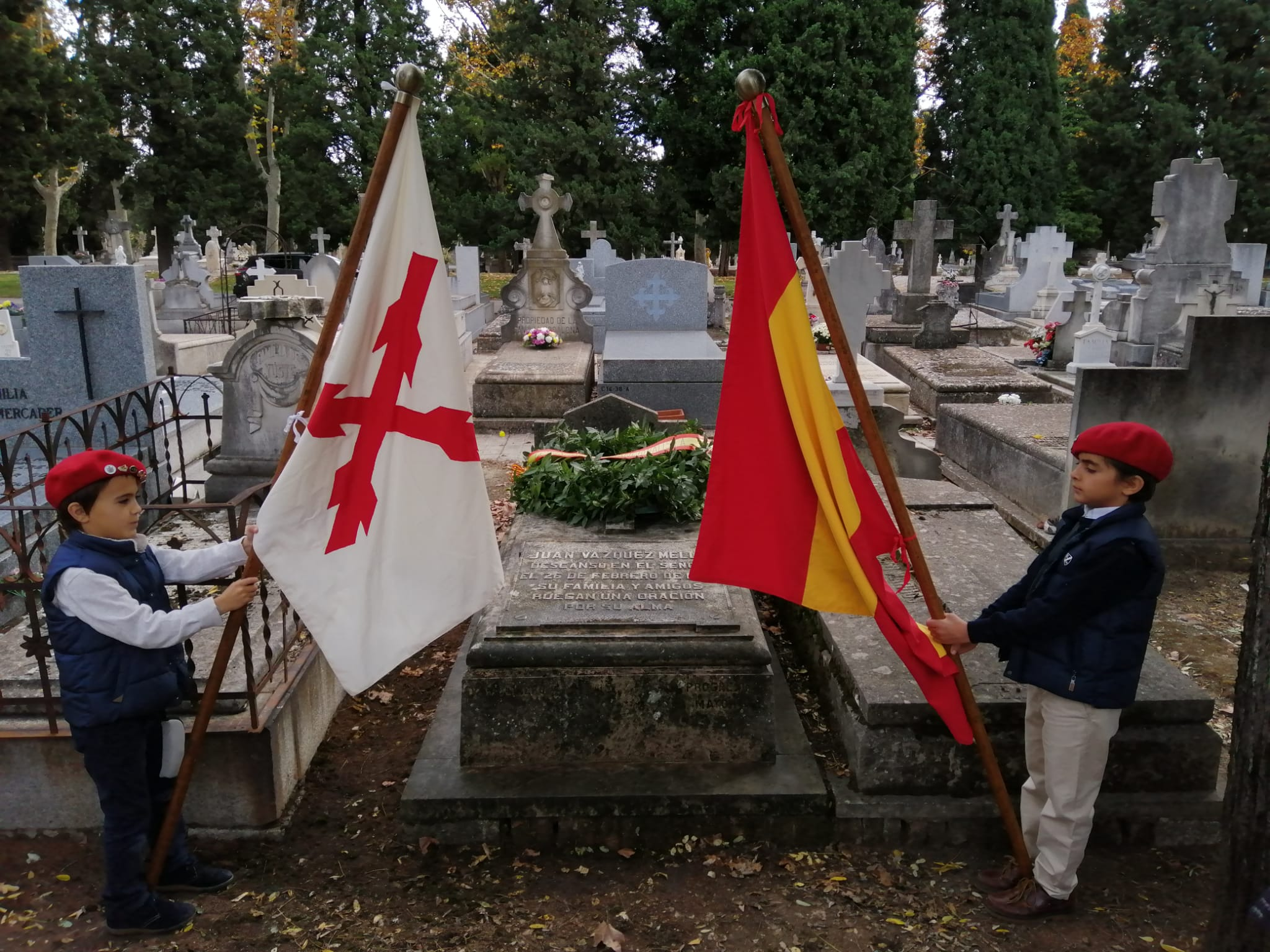
Hommage carliste devant la tombe de Juan Vázquez de Mella en 2019.

Vázquez de Mella acquit une notoriété nationale vers le milieu des années 1890,. À partir du début de la décennie suivante, Mella fut populaire dans les rangs des conservateurs dans tout le pays ; il devint une figure emblématique des traditionalistes espagnols. Parmi les républicains et les libéraux, il était tourné en ridicule, présenté comme un apôtre d'idées médiévales et dépassées. Plusieurs revues publièrent des photos en pleine page à la suite de l'annonce de son décès. Les anciens mellistes firent en sorte qu'une plaque commémorative soit installée peu après à Madrid. Au début des années 1930, ses disciples les plus fidèles éditèrent une série thématique monumentale d'œuvres de Mella. Pour les progressistes, il était déjà une voix ridiculement préhistorique d'« outretombe ».
En 1944, une place de Madrid fut rebaptisée « Plaza Vázquez de Mella », abritant également son modeste monument. Une Académie carliste informelle Vázquez de Mella exista dans les années 1940, mais l'image de Mella connut surtout un renouveau au milieu des années 1950 sous l'impulsion d'une nouvelle génération de penseurs traditionalistes, principalement Francisco Elías de Tejada et Rafael Gambra, qui firent de sa pensée le point de départ de leurs propres œuvres et l'élevèrent au rang de l'un des plus grands traditionalistes de tout temps. Dans les années 1960, la mémoire de Mella devint un objet de compétition entre deux groupes de plus en plus hostiles au sein du carlisme, les traditionalistes et les progressistes. Ces derniers, se présentant comme des rénovateurs du carlisme, tentèrent d’en faire un parti de gauche et redéfinirent de Mella comme un écrivain présocialiste. Des travaux universitaires importants, non partisans, sur Mella commencèrent à paraître dans les années 1980. Depuis la fin du franquisme, une réédition des œuvres de Vázquez de Mella a été faite sous le titre d’El verbo de la tradición.[réf. nécessaire]
Plusieurs commentateurs considèrent Vázquez de Mella comme l'un des théoriciens du traditionalisme les plus éminents de tous les temps,, ; certains tendent à le considérer comme le plus important de tout le carlisme, d'autres comme un suiveur,. D'autres ne l'admettent comme une référence du carlisme qu'avec hésitation,,,.
Une question controversée dans l'historiographie est celle de l’impact de Mella sur le franquisme. En outre, certains auteurs relèvent que de Mella a alimenté l'antisémitisme et le comptent parmi les « théoriciens de l'extermination ».

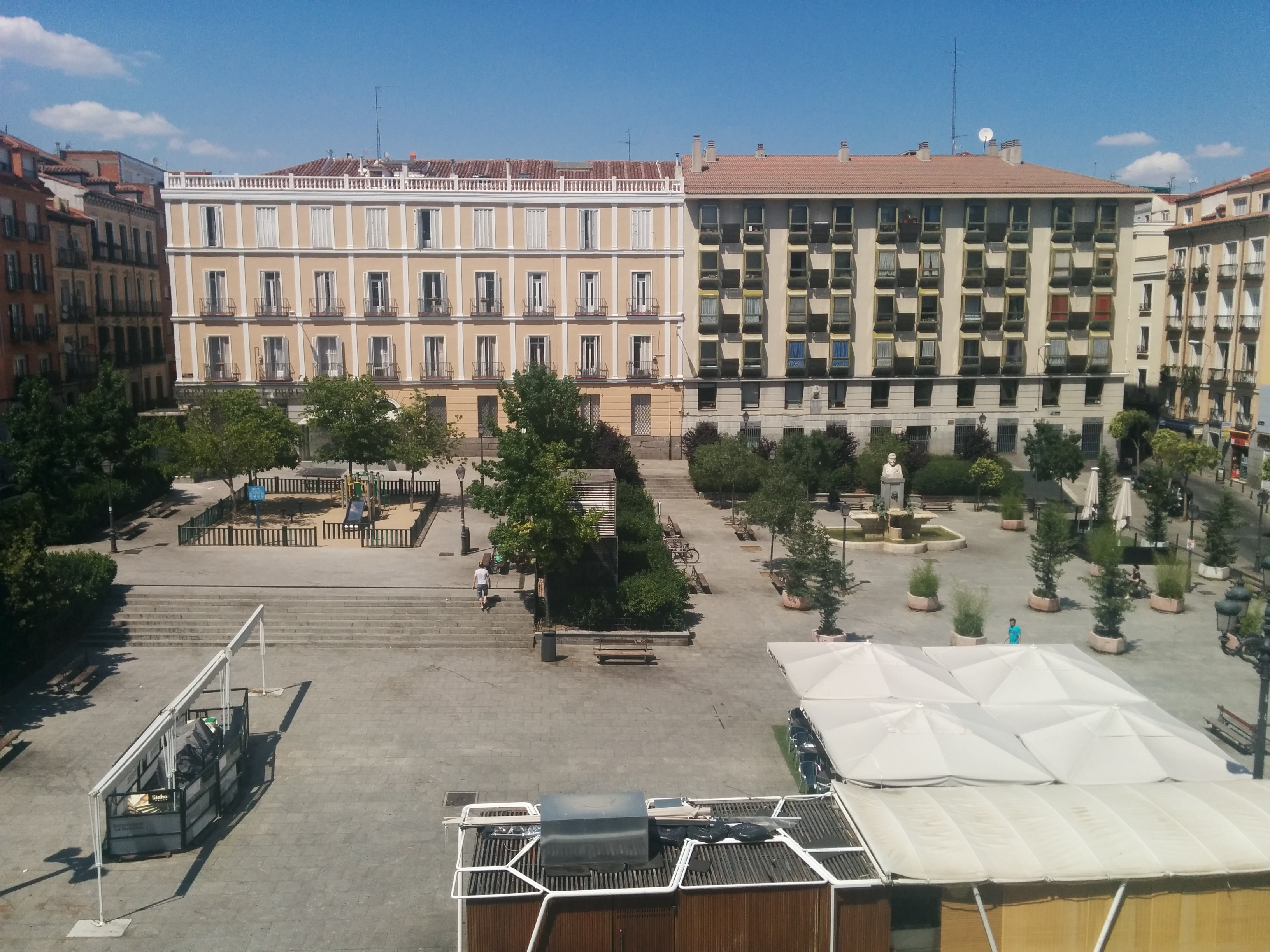
Ancienne Plaza Vázquez de Mella à Madrid ; son monument est visible en haut à droite.

Certaines mentions dans la presse plus récente le dénoncent comme co-responsable d'un passé honteux, réactionnaire et anti-démocratique. En 1994 furent émises des demandes pour restaurer la plaque en son honneur, montée en 1928 et depuis détruite avec la maison située au 14 du Paseo del Prado où il vécut,. En 2016 la place Vázquez de Mella fut renommée en l'honneur du militant pour les droits des homosexuels et homme politique du PSOE Pedro Zerolo,, donnant lieu à des protestations et des controverses,,. Ceux à l'origine de la motion ont affirmé avoir collecté 84 000 signatures électroniques de soutien. Plusieurs villes d'Espagne ont des rues nommées en l'honneur de Vázquez de Mella.[réf. nécessaire]

## Oeuvres
- Vázquez de Mella y Fanjul, Juan (1915). El ideal de España, los tres dogmas nacionales: discurso. Madrid: Impr. Alemana.
- Fernández Peñaflor, Miguel: Apuntes para una biografía. En Obras completas del Excelentísimo Señor Don Juan Vázquez de Mella y Fanjul. Volumen Primero: Selección de Elocuencia e Historia. Edición de la Junta del Homenaje a Mella. Madrid, 1932.
- Vázquez de Mella y Fanjul, Juan (1932). Junta del Homenaje a Mella, ed. Discursos parlamentarios II. Obras completas del Excmo. Señor Don Juan Vázquez de Mella y Fanjul. VII. Barcelona: Editorial Voluntad - Casa Subirana.
- Vázquez de Mella y Fanjul, Juan (1934). Junta del Homenaje a Mella, ed. Temas sociales II. Obras completas del Excmo. Señor Don Juan Vázquez de Mella y Fanjul. XXV. Barcelona: Casa Subirana - S.E.L.E.
- Vázquez de Mella y Fanjul, Juan (1935). Junta del Homenaje a Mella, ed. Regionalismo II. Obras completas del Excmo. Señor Don Juan Vázquez de Mella y Fanjul. XXVII. Barcelona: Casa Subirana - S.E.L.E.
- Vázquez de Mella, Juan (1928). Eugenio Subirana, Editor Pontificio, ed. Filosofía de la Eucaristía. Barcelona. p. 172.

### Anthologies
- García y García de Castro, Rafael: Vázquez Mella. Sus ideas. Su persona. Editorial y Librería Prieto. Granada, 1940.
- Vázquez de Mella, Juan (1940). Predicciones de Vázquez de Mella:Antología del Verbo de la Tradición. Madrid: Instituto Editorial Reus.
- Gambra, Rafael, ed. (1953). Textos de doctrina política nº2: Vázquez Mella. Madrid: Dirección General de Información.Publicaciones españolas. p. 239.

### Traductions françaises
- Florilège, avec une étude préliminaire de Rafael Gambra, Éditions du Drapeau Blanc, 288 p., 2024  (ISBN 979-1093228426)